# Ida Glanzmann-Hunkeler
Ida Glanzmann, née le 29 septembre 1958 à Zofingue (originaire d'Altishofen), est une personnalité politique suisse, membre du Centre.
Elle siège au Conseil national de fin 2006 à fin 2023.

## Biographie
Ida Glanzmann-Hunkeler naît Ida Hunkeler le 29 septembre 1958 à Zofingue, dans le canton d'Argovie. Elle est originaire d'Altishofen, dans le canton de Lucerne. Elle grandit avec quatre frères et trois sœurs dans une ferme à Ebersecken, dans le canton de Lucerne. Son père est le président de la commune d'Ebersecken pendant 36 ans. Le conseiller fédéral Joseph Zemp est son arrière-arrière-grand-père.
Elle fait sa scolarité à Altishofen et Ebersecken, puis suit une formation d'infirmier, complétée ultérieurement par un diplôme d'employée de commerce. 
Elle travaille de 2004 à 2008 pour les transports régionaux de Willisau.
Elle est mariée à Walter Glanzmann et mère de trois enfants.

## Parcours politique
Elle fait ses débuts en politique lors de la campagne de 1992 sur l'adhésion de la Suisse à l'Espace économique européen, dans le camp du oui, et adhère dans la foulée au Parti démocrate-chrétien (PDC).
Elle est députée au parlement du canton de Lucerne de 1995 à 2006 et vice-présidente du PDC lucernois de 1997 à 2004. Pendant la même période, elle est également présidente des femmes PDC au niveau fédéral de 2001 à mars 2009, puis l'un des vice-présidents du PDC de 2011 à 2021.
Elle accède au Conseil national le 18 septembre 2006, à la suite de la démission de Josef Leu. Elle fait partie de la Commission de la politique de sécurité (CPS), qu'elle préside de fin 2019 à fin 2021, de la Commission de gestion (CdG) de 2006 à 2019 et, brièvement en 2006, de la Commission des affaires juridiques (CAJ). Elle est brillamment réélue à quatre reprises,. Lors de la campagne de 2007, elle doit retirer une reprise (Es ist d'Ida) faite sans autorisation du tube Die da!?! (de) des Fantastischen Vier,.
Elle annonce en novembre 2022 qu'elle ne se présentera pas pour un sixième mandat aux élections fédérales d'octobre 2023.

## Profil politique
Elle est une spécialiste de la politique de sécurité.